# Школьный портфель (Южный Парк)
«Школьный портфель» (англ. Trapper Keeper) — эпизод 413 (№ 60) сериала «Южный Парк», премьера которого состоялась 15 ноября 2000 года.

## Сюжет
Кайл приходит на автобусную остановку с органайзером «Бухта Доусона». Вскоре к Кайлу, Стэну и Кенни присоединяется Картман с новым суперорганайзером «Мыс Доусона Футура S 2000», который снабжён различными приспособлениями, включая телевизор и MP3-плеер с голосовым управлением, а также способен автоматически подключаться к любому внешнему электронному устройству. Сев в автобус, ребята обнаруживают там странного мужчину, назвавшегося именем Билла Косби (хотя он совершенно не похож на настоящего Билла Косби). «Билл Косби» начинает разговаривать с детьми, постоянно забываясь и употребляя термины «человеческие игры», «человеческая школа» и т. д., расспрашивать Картмана о его суперорганайзере, пробует напроситься в друзья к Эрику, на что тот заявляет, что это так не делается, и если он хочет дружить с ним, то он должен заплатить 100 долларов. «Билл Косби» охотно платит деньги за право поиграть с Картманом в мячик на веревочке, и во время игры бьёт Картмана мячом по голове, хватает органайзер и пытается скрыться. Но у органайзера оказывается противоугонное устройство, показывающее местоположение прибора и ребята бросаются в погоню. Догнав вора на машине офицера Барбрэди, ребята выясняют, что «Билл Косби» — киборг, присланный из будущего, чтобы предотвратить захват всего мира и уничтожение человечества суперкомпьютером, в который через несколько лет превратится органайзер Картмана. Картман соглашается уничтожить органайзер, но вскоре покупает себе в точности такой же и вновь подвергает мир опасности, отказываясь разрушить его. Чтобы отобрать органайзер, киборг хочет застрелить Картмана из бластера, Кайл пытается остановить его, но на середине фразы машет рукой и отступает в сторону, киборг прицеливается, но его останавливает Стэн, желающий сам застрелить Картмана, однако отдавший было ему оружие киборг внезапно заявляет, что успел научиться у людей состраданию и забирает оружие у Стэна.
Тем временем мистера Гаррисона назначают учителем в детском саду, и он устраивает среди детей выборы президента класса. Брат Кайла Айк, взятый в сад уже в 3 года за то, что он гений, волевым решением мистера Гаррисона назначен кандидатом, так как единственным кандидатом оказался мальчик по имени Филмор, но выборы дают ничейный результат, поскольку девочка Флора не может определиться, за кого ей отдать свой голос. В итоге она решается проголосовать за Айка, но проигравшие дети требуют дождаться отсутствующего по болезни мальчика, а затем настаивают на многократном пересчёте голосов. Филмор, протестуя против своего поражения, зовёт на помощь свою тётю, которой оказывается Рози О’Доннелл.
Пока развиваются эти события, Стэн, Кайл и Кенни отправляются вместе с киборгом в дом Картмана, чтобы убедить мать Эрика помочь им; та, впрочем, тут же уединяется с Биллом Косби, чтобы заняться с ним сексом. Тем временем органайзер Картмана сливается с его компьютером и большинством его вещей, а затем поглощает самого Картмана, превратившись в биомеханическое чудовище, смутно напоминающее очертаниями Эрика. Монстр направляется к секретной военной базе на горе Шайенн, чтобы поглотить секретный военный суперкомпьютер и получить неограниченную силу.
Тем временем в детском саду вокруг детей собирается множество адвокатов, и в итоге Филмор заявляет, что «эта игра тупая» и он снимает свою кандидатуру. Выбрав Айка президентом класса, дети решают порисовать.
Кайл проникает внутрь разросшегося органайзера через вентиляционное отверстие, но чудовище захватывает его, прежде чем он успевает что-нибудь сделать. Вскоре появляется уезжающая из города Рози О’Доннелл и кричит на суперорганайзер за то, что тот загородил дорогу её лимузину. Киборг, мальчики и военные сперва решают, что появилось второе такое же чудовище, а когда выясняется, что это Рози О’Доннелл, никак не могут понять, кто из них кто (при том что на экране Рози О’Доннелл, выглядящая как другие персонажи-люди и инфернального вида чудовище друг на друга всё-таки совершенно не похожи). Суперорганайзер поглощает Рози О’Доннелл, но его начинает тошнить. Кайл освобождается и использует эту возможность для отключения центрального процессора органайзера. Чудовище исчезает, а вслед за ним исчезает и Билл Косби, потому что, раз чудовище уничтожено, он никогда не будет создан для путешествия в прошлое (см. парадокс убитого дедушки). Ребята заставляют Картмана поблагодарить Кайла за своё спасение, но прежде чем он успевает сказать "спасибо", начинаются финальные титры.

## Смерть Кенни
Когда ребята пытаются проникнуть в запертую комнату Картмана, они просят Кенни выломать дверь; внезапно дверь выдавливается разросшимся суперкомпьютером, давя Кенни о стену. Стэн говорит: «О боже мой, он убил Кенни!», но Кайл успевает сказать только «Сво…», потому что им приходится спасаться бегством.

## Пародии
- Сюжетная линия про киборга, отправленного в прошлое, чтобы предотвратить создание суперкомпьютера, является отсылкой к фильму «Терминатор». Сам киборг является собирательным образом из Кайла Риза (вплоть до похожей одежды) и T-800 (странный акцент персонажа — намёк на австрийский акцент Арнольда Шварценеггера, исполнившего роль T-800). В сцене, где становится известна истинная сущность Косби, играет мелодия, похожая на основную музыкальную тему «Терминатора». Органайзер, подчинивший себе все компьютеры мира, является отсылкой к Скайнет, компьютерной сети из того же фильма.
- Идея компьютера, киборга или электронного устройства, способного подключаться к произвольным устройствам, очень популярна в научной фантастике. В частности, такой способностью обладает T-X из фильма «Терминатор 3: Восстание машин».
- Шипы, встроенные в органайзер Картмана и ранящие всех, кроме него, похожи на защиту меча Блэйда из одноимённого фильма.
- Кайл должен отключить процессор суперорганайзера, который похож на ядро HAL 9000 из фильма Стэнли Кубрика «2001: Космическая одиссея». Фраза Картмана «Боюсь, я не могу позволить тебе сделать это, Кайл» также отсылает к репликам HAL 9000.
- Проникновение внутрь монстра через вентиляционный канал с целью его разрушения напоминает уничтожение второй Звезды смерти из Звёздных войн.
- Во время рассказа о событиях в будущем некоторые военные роботы напоминают ED-209 из фильмов о Робокопе.
- После того, как Картмана поглощает суперорганайзер, фоновая музыка и форма, которую принял органайзер, а также то, как была убита Рози О’Доннелл, напоминает аниме «Akira».
- Поглощение Картмана и последующее поглощение Рози О’Доннелл также может отсылать к фильму «Супермен 3», в котором Вера Вебстер, сестра главного злодея Росса Вебстера, была поглощена суперкомпьютером для уничтожения Супермена.
- Фраза «Мы — суперорганайзер» является отсылкой к Боргам из Стар Трека.
- Выборы президента класса в детском саду с многочисленными пересчётами голосов и решающим голосом одной девочки пародируют Президентские выборы в США в 2000 году, результат которых в конечном счёте был подведён через суд. Девочка Флора является отсылкой к штату Флорида, а «отсутствующий мальчик» — к отсутствующим бюллетеням американцев, живущих за рубежом, которые поступили позже, чем остальные голоса. Айк и Филмор, участвующие в президентских выборах, возможно, являются отсылкой к двум бывшим президентам США: Милларду Филлмору и Дуайту «Айку» Эйзенхауэру; в аналогии с выборами 2000 года Айк соответствует Джорджу Бушу, а Филмор — Элу Гору. Участие Рози О’Доннелл в выборах президента класса отсылает к её выступлениям на протяжении выборов 2000 года, которые были крайне негативно восприняты Паркером и Стоуном[1].